# A katedrális és a bazár
A katedrális és a bazár (The Cathedral and the Bazaar – röv. CatB) című esszét Eric S. Raymond írta a szoftverfejlesztés módszereiről a Linux-kernel valamint egy saját nyílt kódú projektje, a fetchmail fejlesztési folyamatával kapcsolatos megfigyelései alapján.

## A könyv koncepciója
Elsőként a szerző olvasta fel 1997. május 27-én a Linux Kongressen, majd 1999-ben az azonos című könyv részeként jelent meg nyomtatásban. Sokak szemében ez a nyílt forráskód mozgalom kiáltványa.
Az irat két eltérő szabad szoftver-modellt állít szembe egymással:
- A katedrális modellt, melyben a forráskód minden kiadásnál hozzáférhető, de a kiadások között fejlesztett kódot csak egy exkluzív fejlesztői csoport ismeri. Erre példa a GNU Emacs és a GCC.
- És a bazár modellt, melyben a kódot végig nyilvánosan fejlesztik az interneten. Raymond ennek a modellnek a bevezetését Linus Torvalds nevéhez kapcsolja, aki a Linux-kernel projektet vezeti. Beszámol arról is, hogy milyen tapasztalatai voltak ezzel a modellel a fetchmail fejlesztése során.

Az esszé központi témája Raymond azon állítása, mely szerint
„given enough eyeballs, all bugs are shallow”, kb. Ha elegen figyelik, minden hiba elenyésző.
(Ugyanez Linus törvénye szerint: minél szélesebb kör számára hozzáférhető a forráskód nyilvános tesztelés, vizsgálat vagy kísérletezés céljából, annál gyorsabban fogják felfedezni a benne rejlő hibákat.)
Ezzel szemben Raymond azt állítja, hogy megengedhetetlenül nagy mennyiségű idő és energia szükséges ahhoz, hogy a katedrális modellt követve megtaláljuk a hibákat, mivel itt a működő kódot csak néhány fejlesztő ismerheti.
Az esszé hatására a legtöbb nyílt kódú és szabad szoftver projekt átvette a bazári stílusú nyílt fejlesztési modellt, egészében vagy részben – köztük a GNU Emacs és a GCC is, melyek az eredeti katedrális modellre voltak példák. A legismertebb hatása az volt, hogy megadta a végső lökést a Netscape Communications Corporation-nek ahhoz, hogy kiadják a Netscape Communicator forráskódját és elindulhasson a Mozilla projekt.
A katedrális modellt elterjedten használják a kereskedelmi szoftverek fejlesztése során is – azzal a különbséggel, hogy ott a forráskódot általában a kiadáskor sem teszik hozzáférhetővé – ezért e „katedrális és a bazár” kifejezést gyakran használják a kereskedelmi és a szabad kódú szoftverek szembeállítására is (Raymond maga is használta ilyen értelemben például a Halloween Documents-ben). Az eredeti esszé azonban kizárólag a szabad szoftverekről szól és semmilyen formában nem utal a kereskedelmi szoftverek fejlesztésére.
Mikor az O'Reilly Media 1999-ben nyomtatásban kiadta a könyvet, ez lett az első olyan teljes kereskedelmi forgalomba került könyv, melyet egy szabad dokumentációs licenc alatt adtak ki (Open Publication License).

## Magyarul
- A katedrális és a bazár. Egy botcsinálta forradalmár gondolatai a Linuxról és a nyílt forráskódú programokról; ford. Rézműves László; Kiskapu, Bp., 2004

## Lásd még
- Homesteading the Noosphere
- Revenge of the Hackers